# Pseudobiceros
Genre
Pseudobiceros est un genre de vers plats polyclades marins de la famille des Pseudocerotidae.

## Description
Les Pseudobiceros ont une surface dorsale lisse, une élévation longitudinale au centre et une bordure "ondulée".
Le pharynx est à pliure simple.
Les pseudo-tentacules au niveau de la tête peuvent être pointues comme des oreilles ou rectangulaires mais toujours plissées latéralement.
Les organes visuels, statocystes, sont organisés en forme de fer à cheval.
Ils possèdent deux organes copulatifs mâles.
Ce sont les plus grands représentants des polyclades et peuvent atteindre 14 cm de long.
Les Pseudobicéros se nourrissent de petits invertébrés comme des gastéropodes et autres crustacés.
Ils sont actifs la journée de par leur parure aposématique, ne craignant pas d'être confondus avec une proie par un prédateur.
Ils sont présents dans tous les océans dans les eaux tropicales et tempérées et peuvent être aisément confondus avec les Pseudoceros ou autres genres.

## Systématique
Le nom valide complet (avec auteur) de ce taxon est Pseudobiceros Faubel, 1984.
Pseudobiceros a pour synonymes les deux genres suivants :
- Cryptobiceros Faubel, 1984
- Schmardea Diesing, 1862

### Liste des espèces
Selon la base de données World Register of Marine Species (28 novembre 2023), le genre Pseudobiceros contient les espèces suivantes :
- Pseudobiceros apricus Newman & Cannon, 1994
- Pseudobiceros bajae (Hyman, 1953)
- Pseudobiceros bedfordi (Laidlaw, 1903)
- Pseudobiceros brogani Newman & Cannon, 1997
- Pseudobiceros caribbensis Bolanos, Quiroga & Litvaitis, 2007
- Pseudobiceros cinereus (Palombi, 1931)
- Pseudobiceros damawan Newman & Cannon, 1994
- Pseudobiceros dendriticus (Prudhoe, 1989)
- Pseudobiceros flavocanthus Newman & Cannon, 1994
- Pseudobiceros flavolineatus (Prudhoe, 1989)
- Pseudobiceros flowersi Newman & Cannon, 1997
- Pseudobiceros fulgor Newman & Cannon, 1994
- Pseudobiceros fulvogriseus (Hyman, 1959)
- Pseudobiceros gardinieri (Laidlaw, 1902)
- Pseudobiceros gloriosus Newman & Cannon, 1994
- Pseudobiceros gratus (Kato, 1937)
- Pseudobiceros hancockanus (Collingwood, 1876)
- Pseudobiceros izuensis (Kato, 1944)
- Pseudobiceros kryptos Newman & Cannon, 1997
- Pseudobiceros mikros Newman & Cannon, 1997
- Pseudobiceros miniatus (Schmarda, 1859)
- Pseudobiceros murinus Newman & Cannon, 1997
- Pseudobiceros nigromarginatus (Yeri & Kaburaki, 1918)
- Pseudobiceros pardalis (Verrill, 1900)
- Pseudobiceros philippinensis (Kaburaki, 1923)
- Pseudobiceros principensis Pérez-García, Herrero-Barrencua, Noreña & Cervera, 2020
- Pseudobiceros rubrocinctus (Schmarda, 1859)
- Pseudobiceros schmardae Faubel, 1984
- Pseudobiceros sharroni Newman & Cannon, 1997
- Pseudobiceros splendidus (Lang, 1884)
- Pseudobiceros stellae Newman & Cannon, 1994
- Pseudobiceros undulatus (Kelaart, 1858)
- Pseudobiceros uniarborensis Newman & Cannon, 1994
- Pseudobiceros viridis (Kelaart, 1858)
- Pseudobiceros wirtzi Bahia & Schroedl, 2016

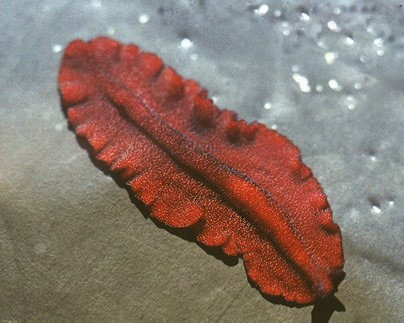
Pseudobiceros apricus
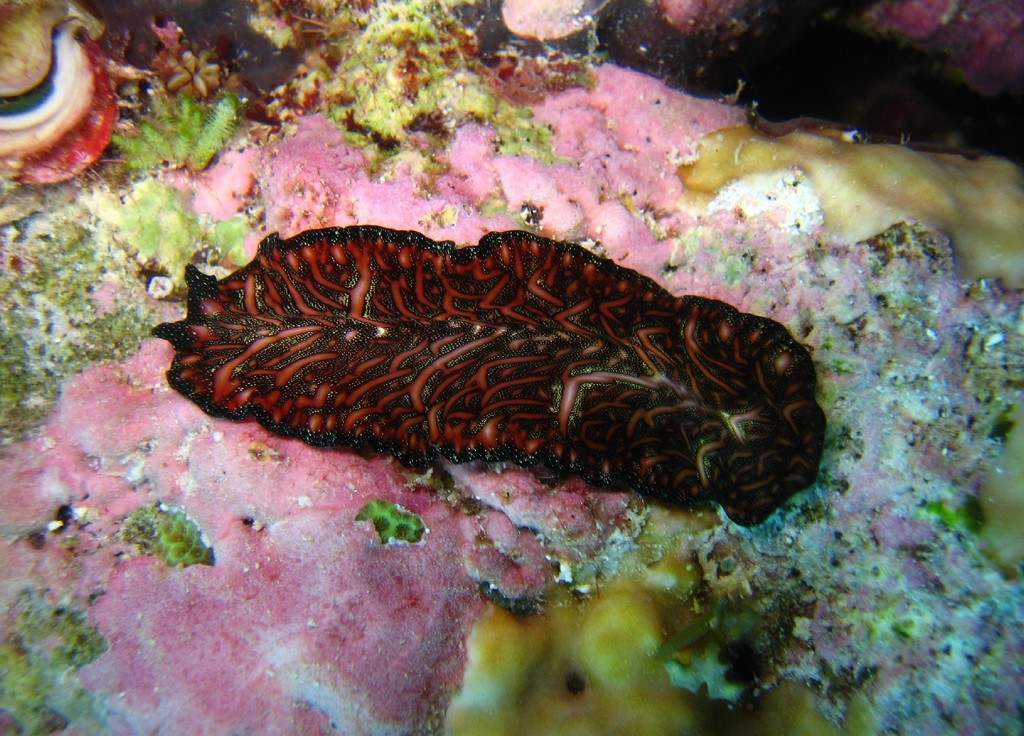
Pseudobiceros bedfordi
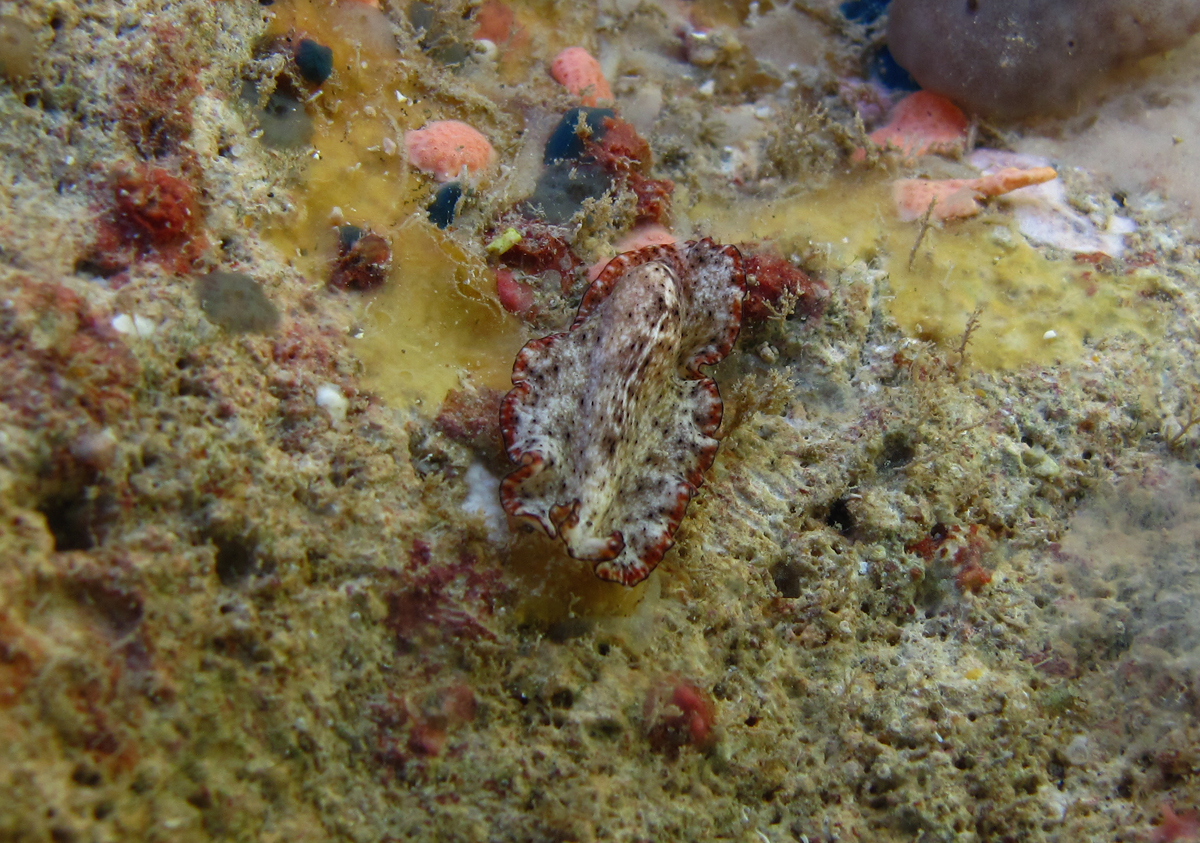
Pseudobiceros damawan
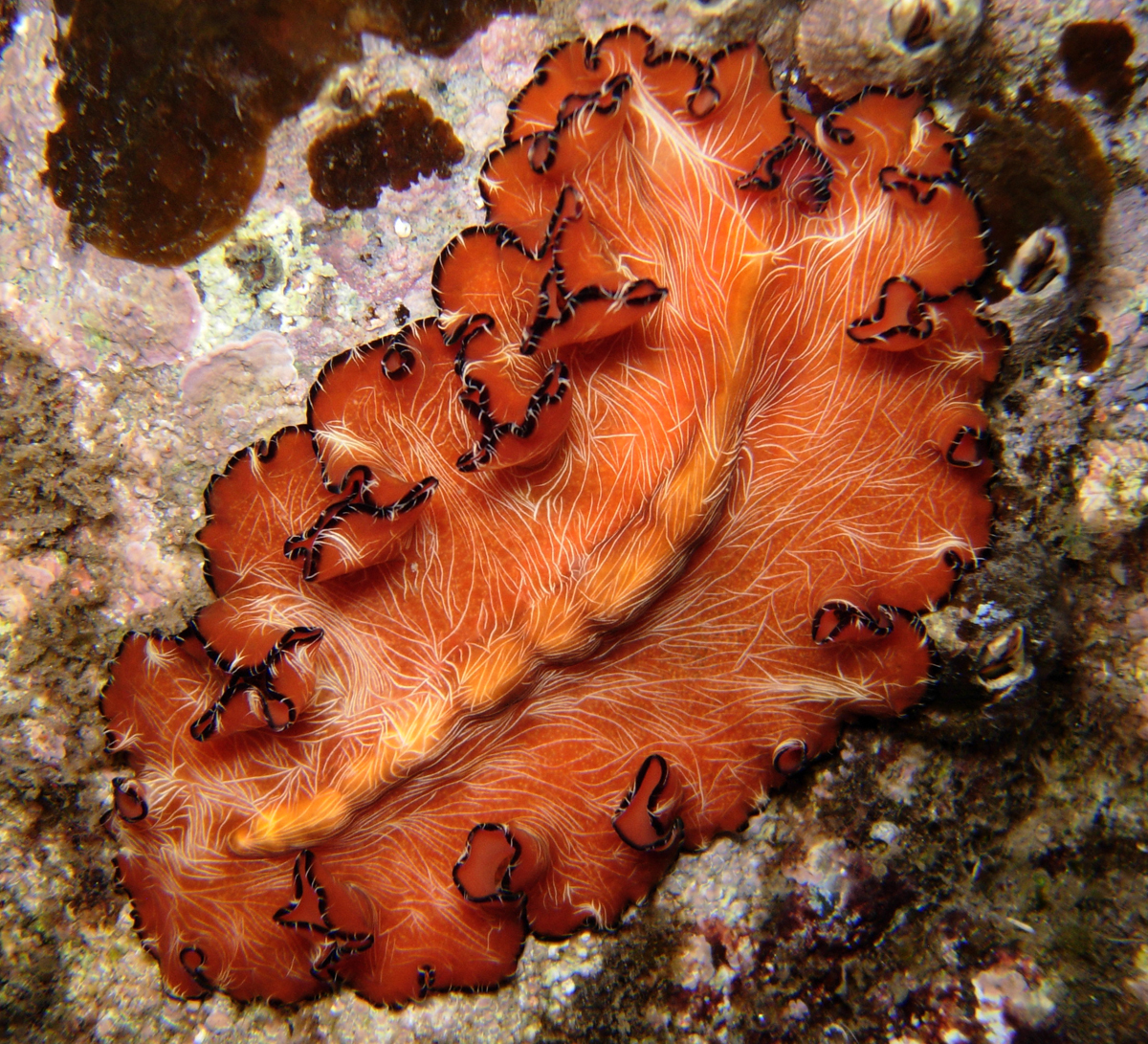
Pseudobiceros fulgor
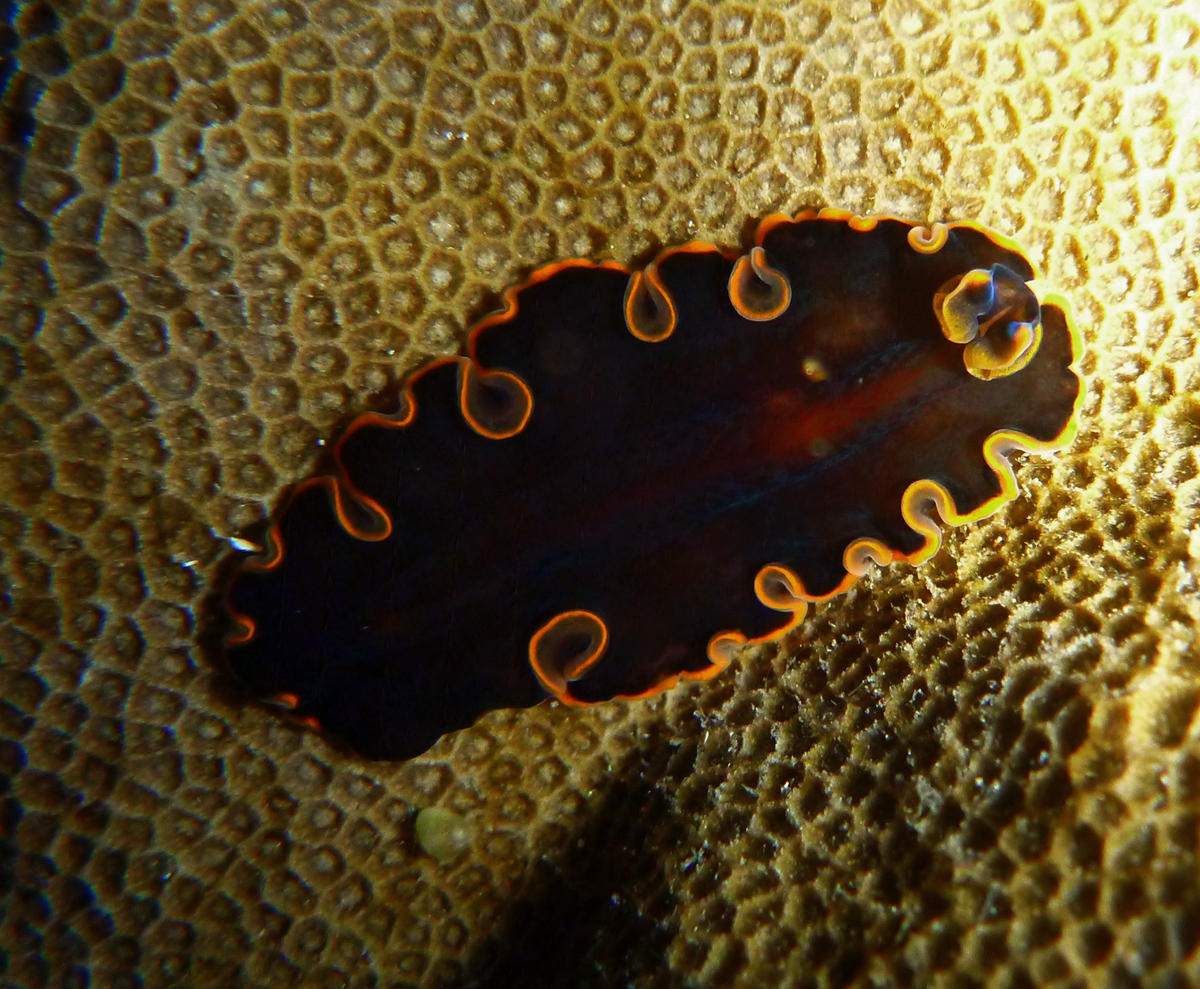
Pseudobiceros gloriosus
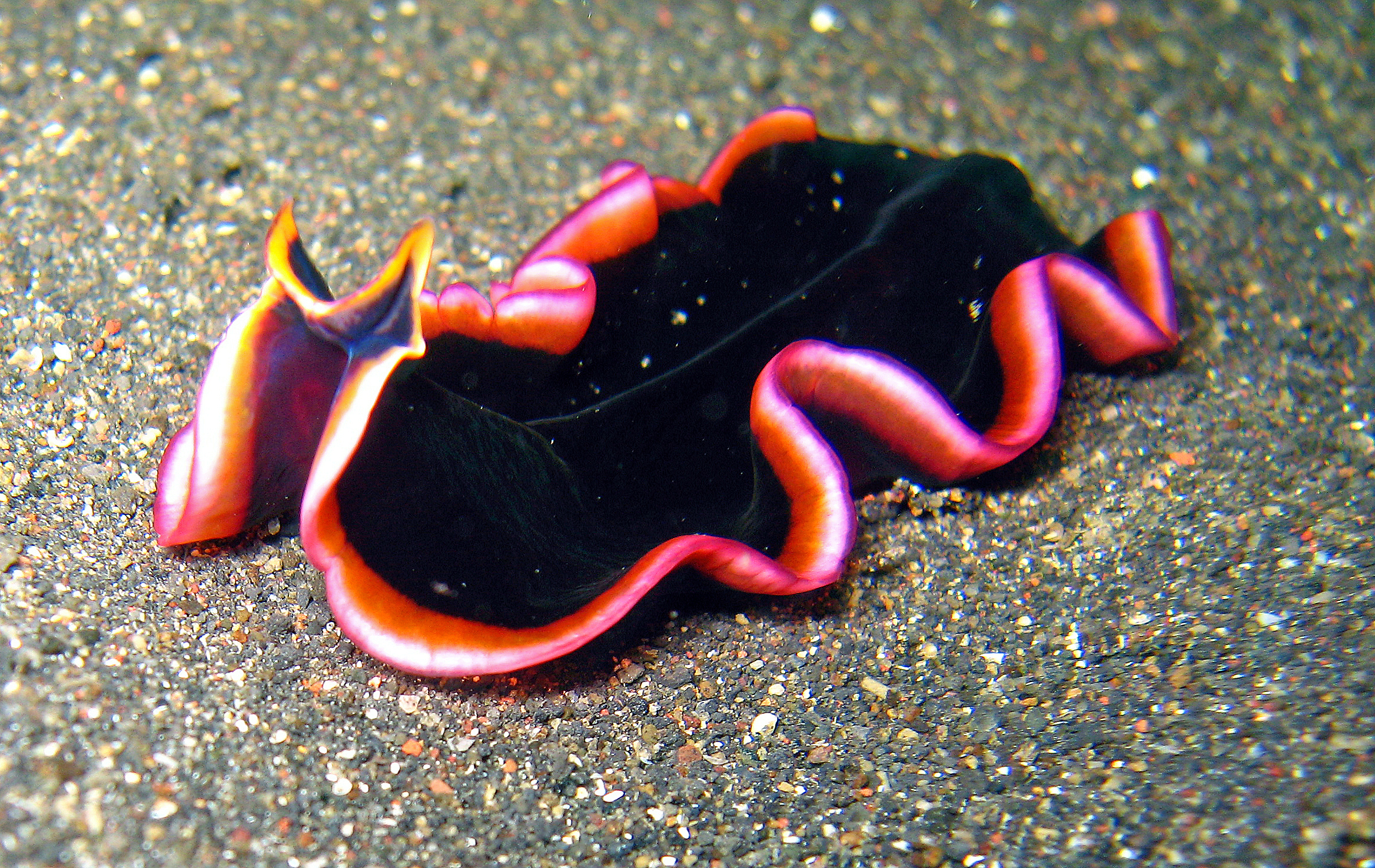
Pseudobiceros hancockanus
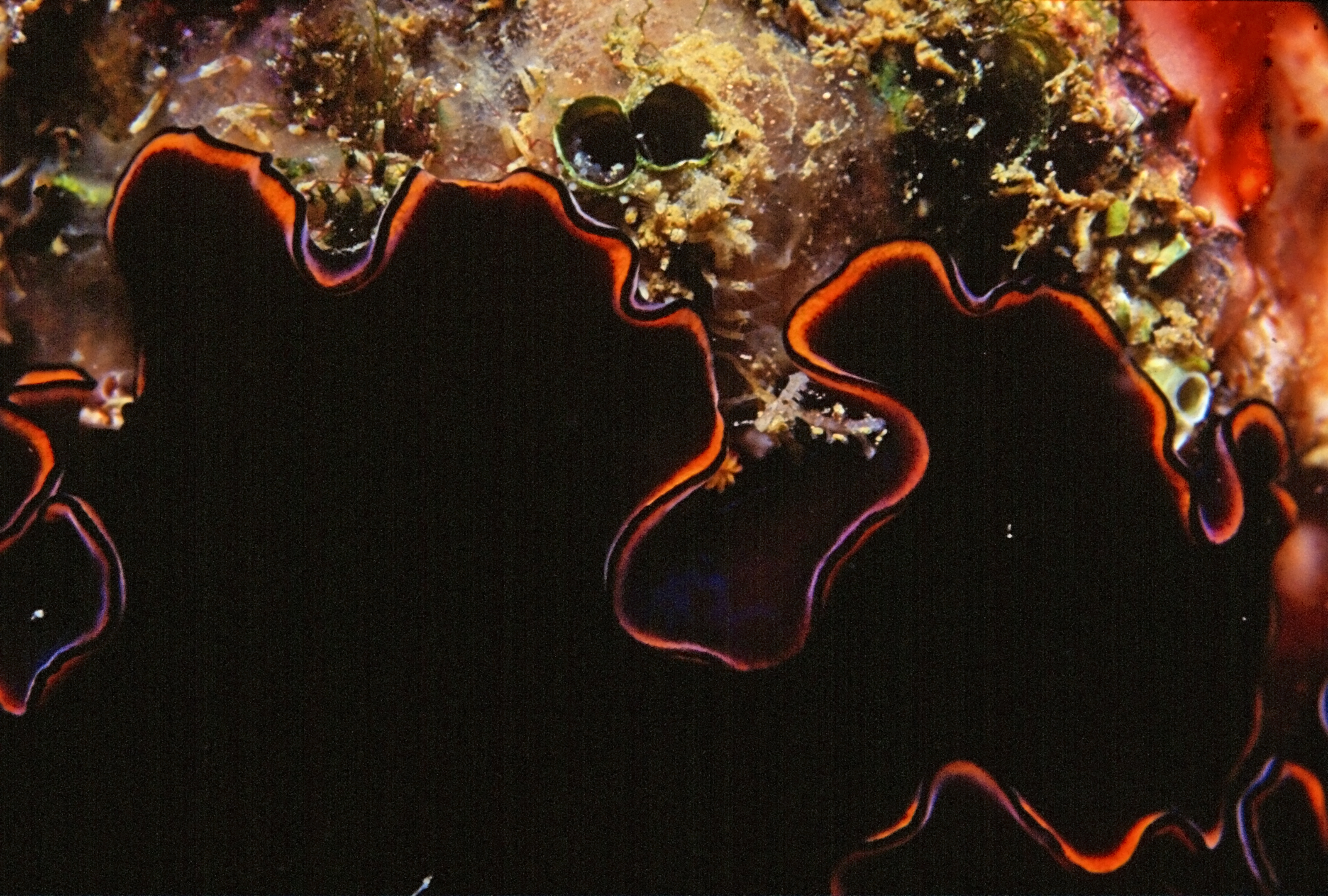
Pseudobiceros splendidus
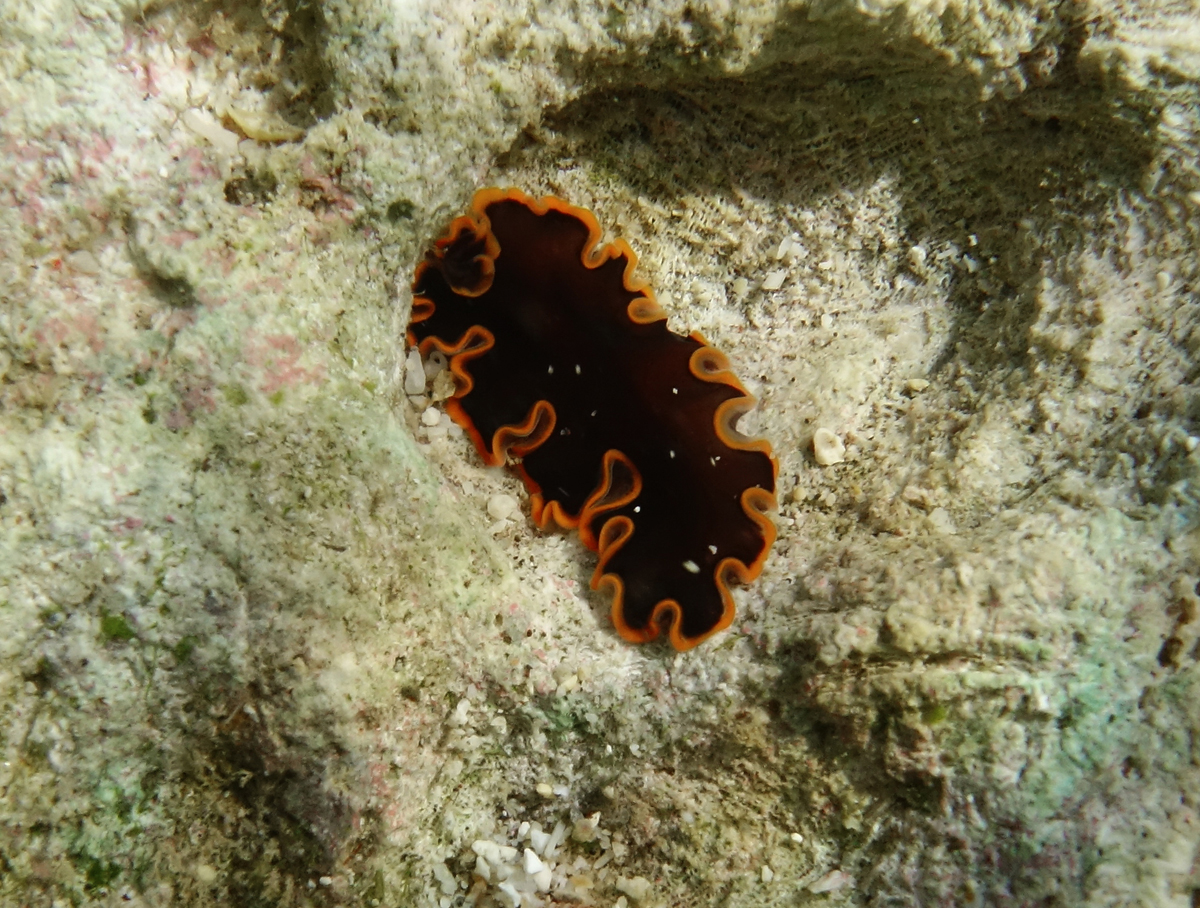
Pseudobiceros splendidus
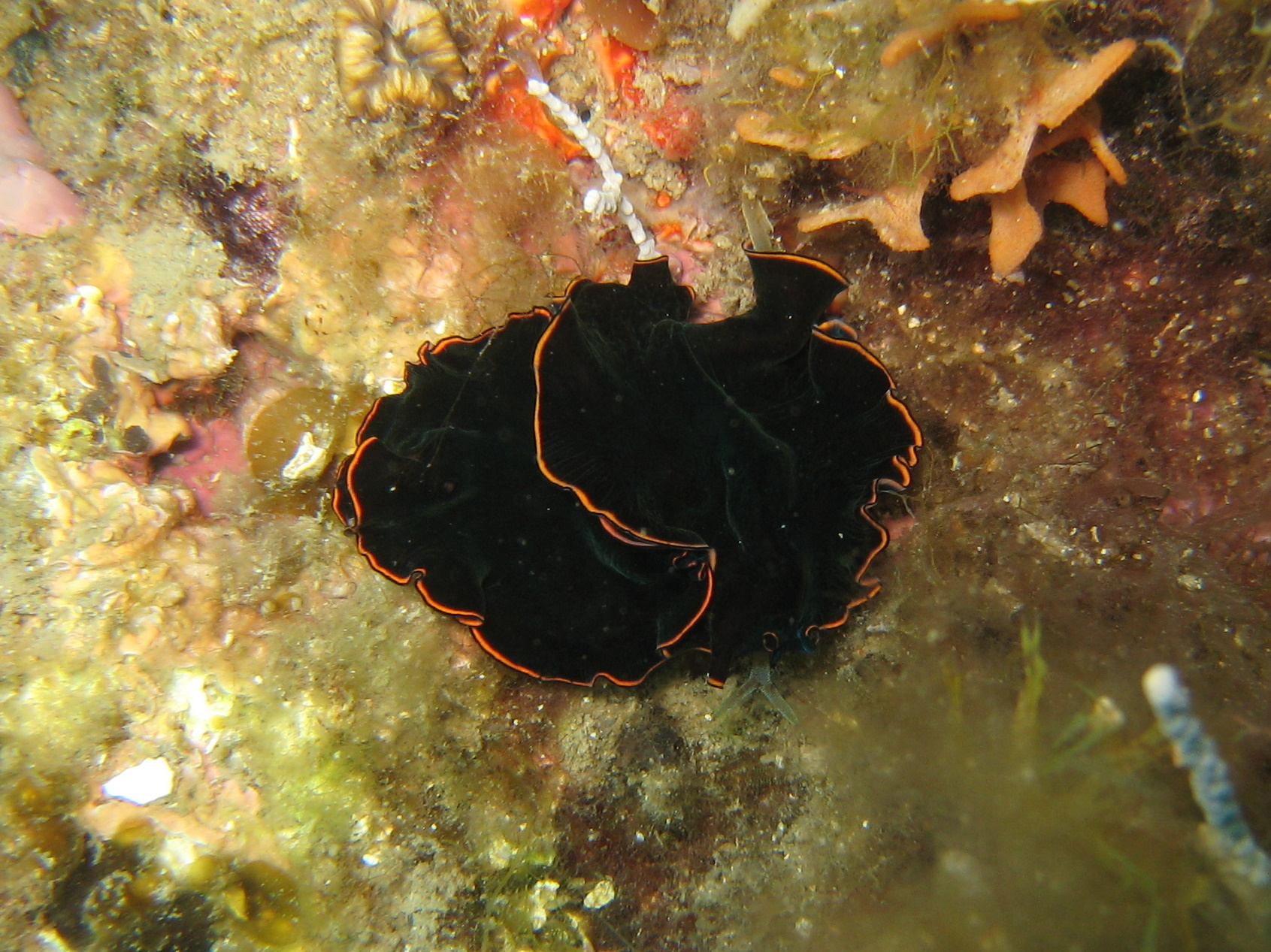
Pseudobiceros splendidus
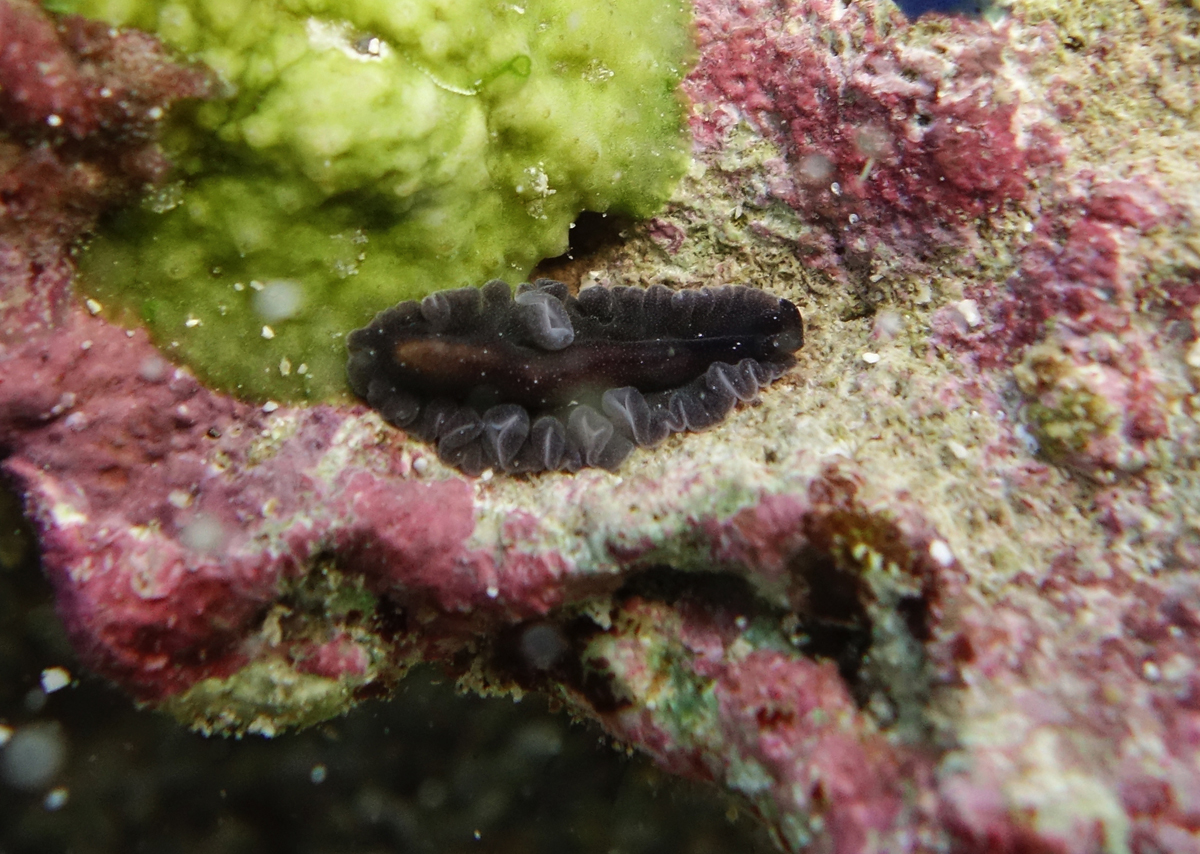
Pseudobiceros stellae
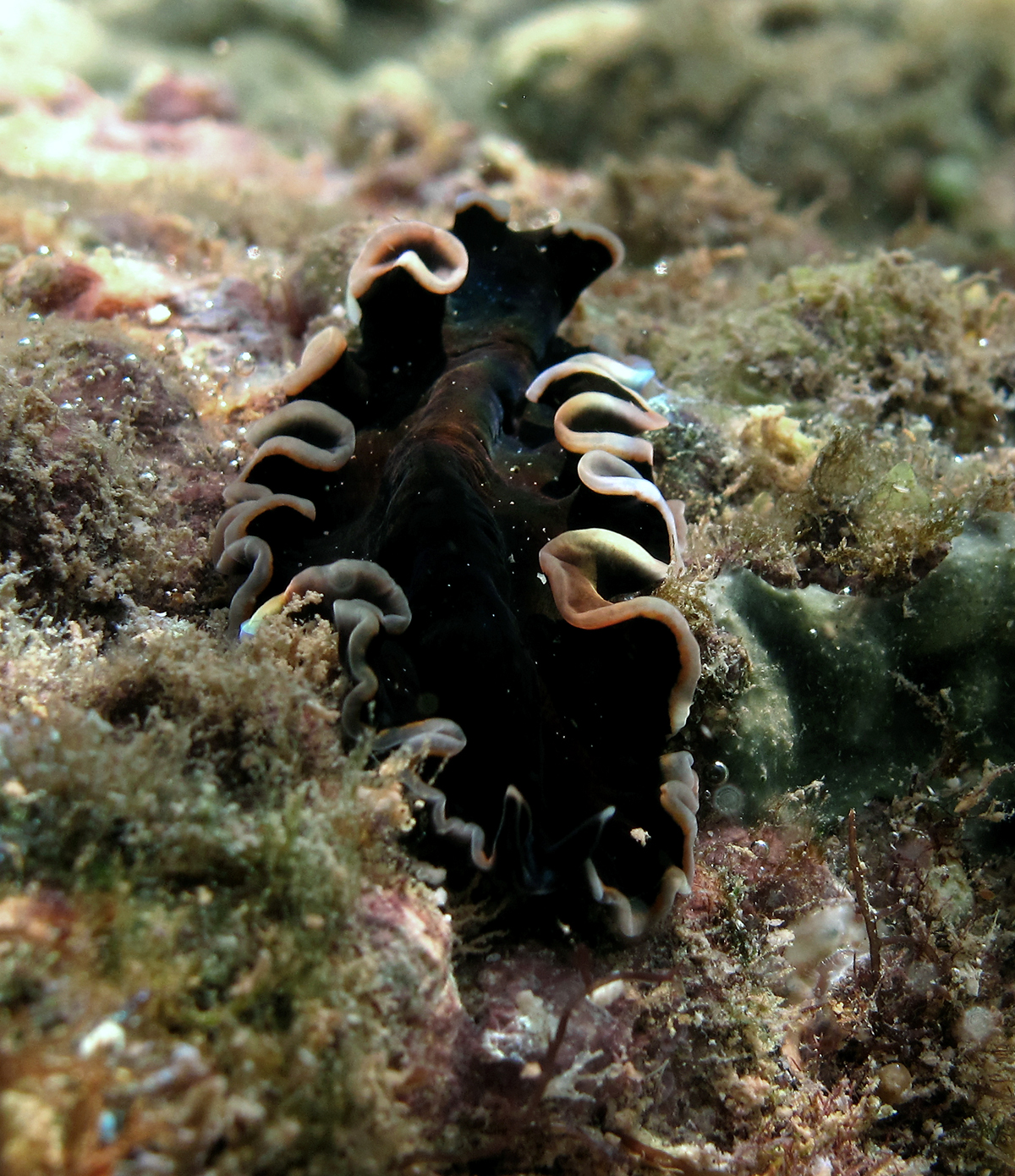
Pseudobiceros uniarborensis
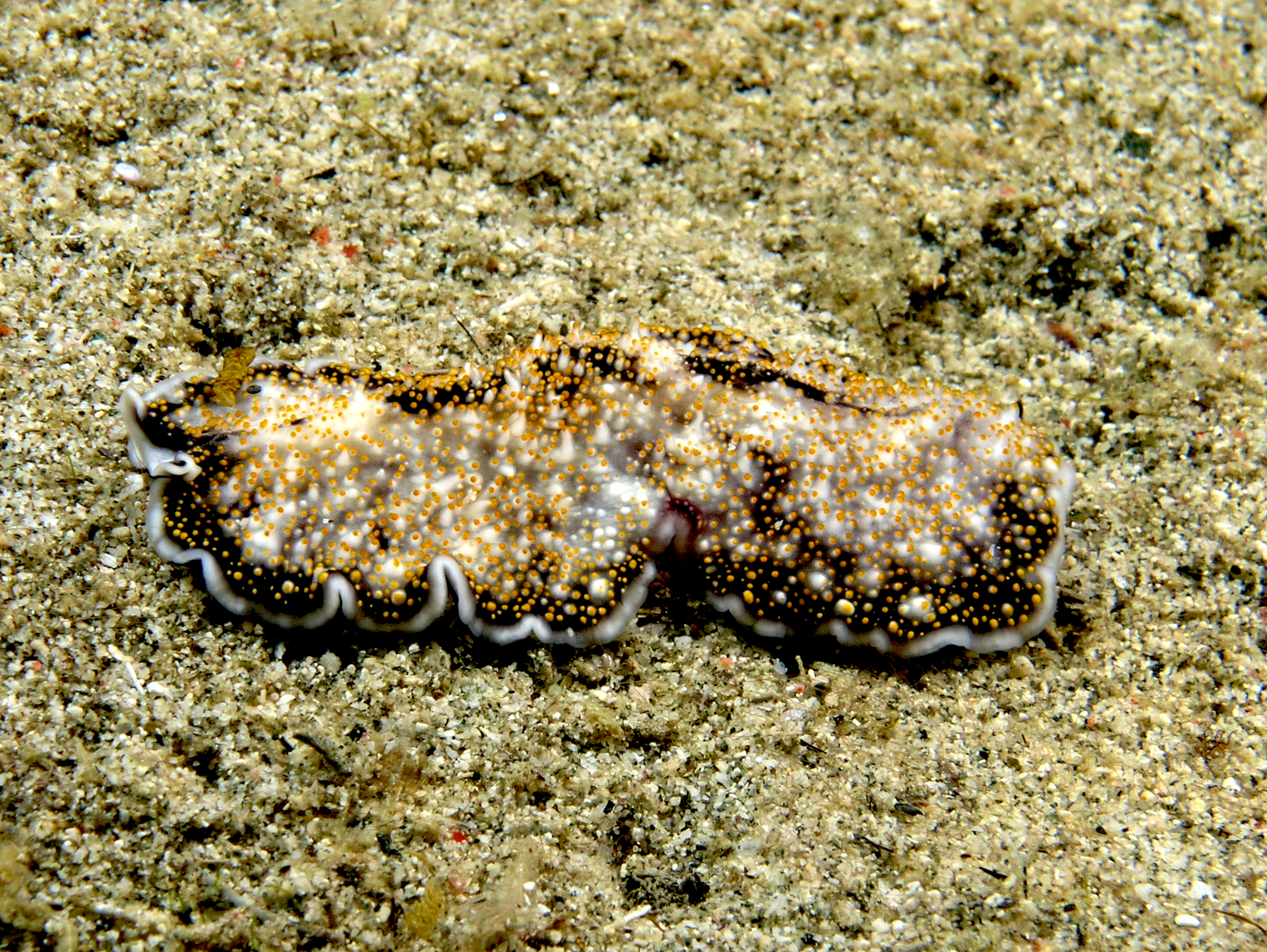
Pseudobiceros non identifié
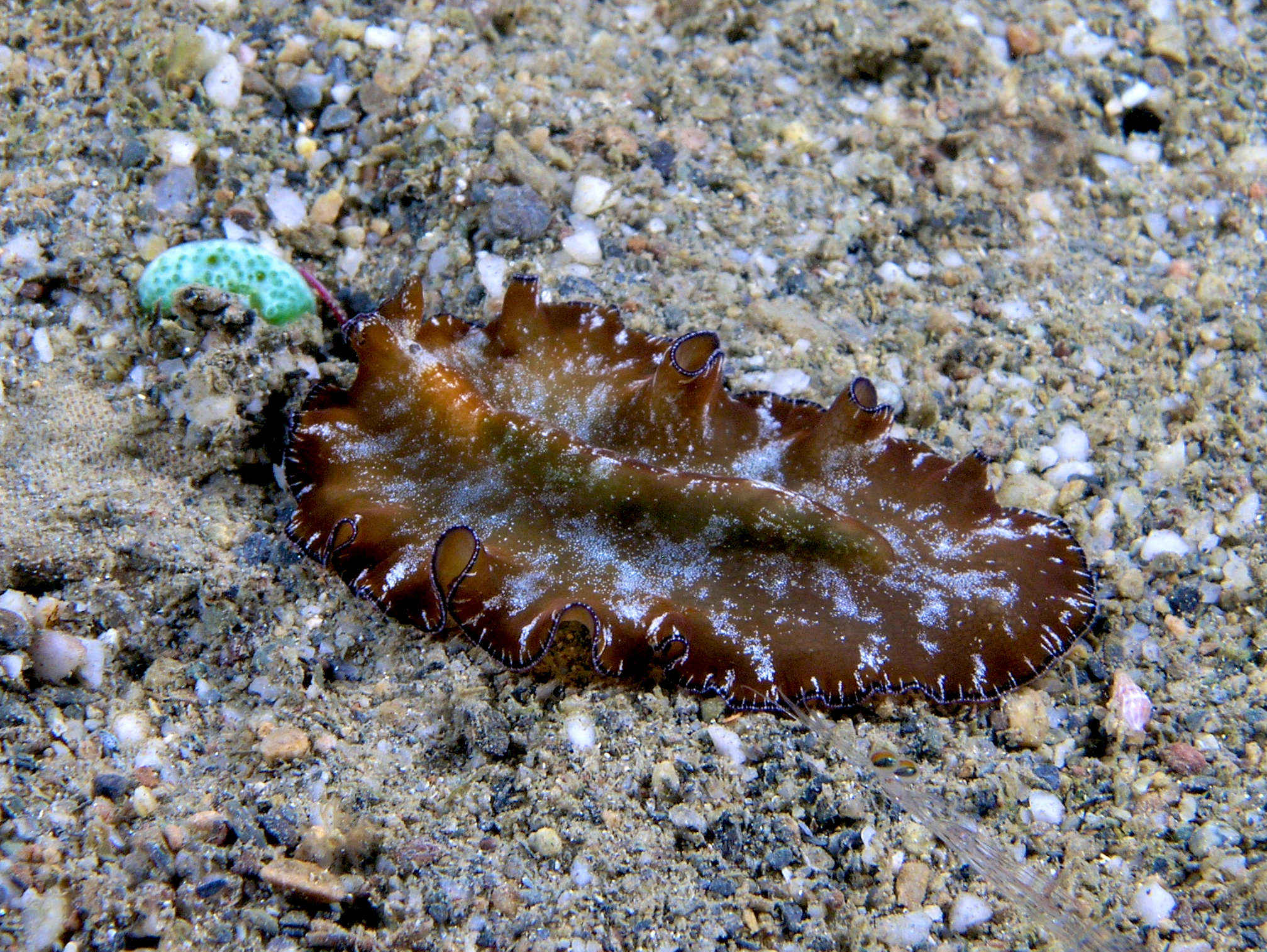
Pseudobiceros non identifié
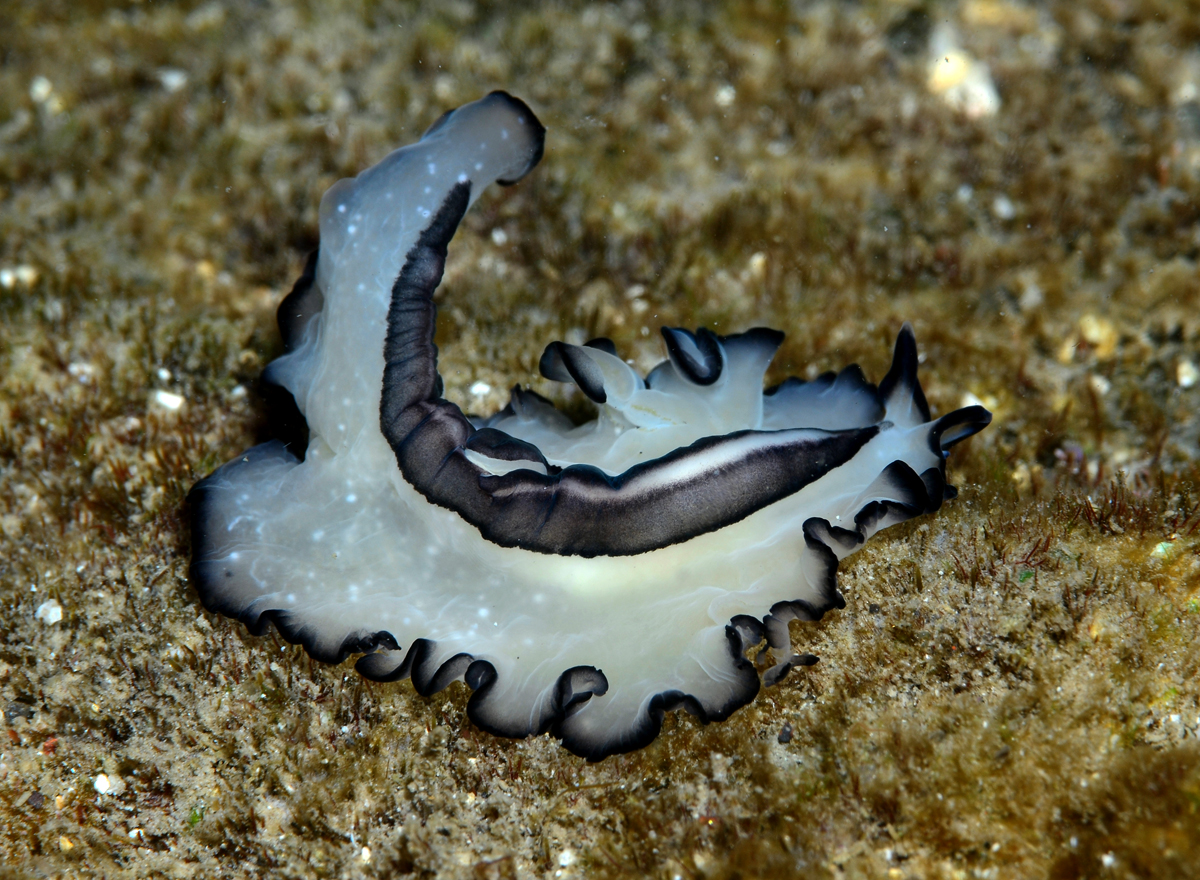
Pseudobiceros non identifié
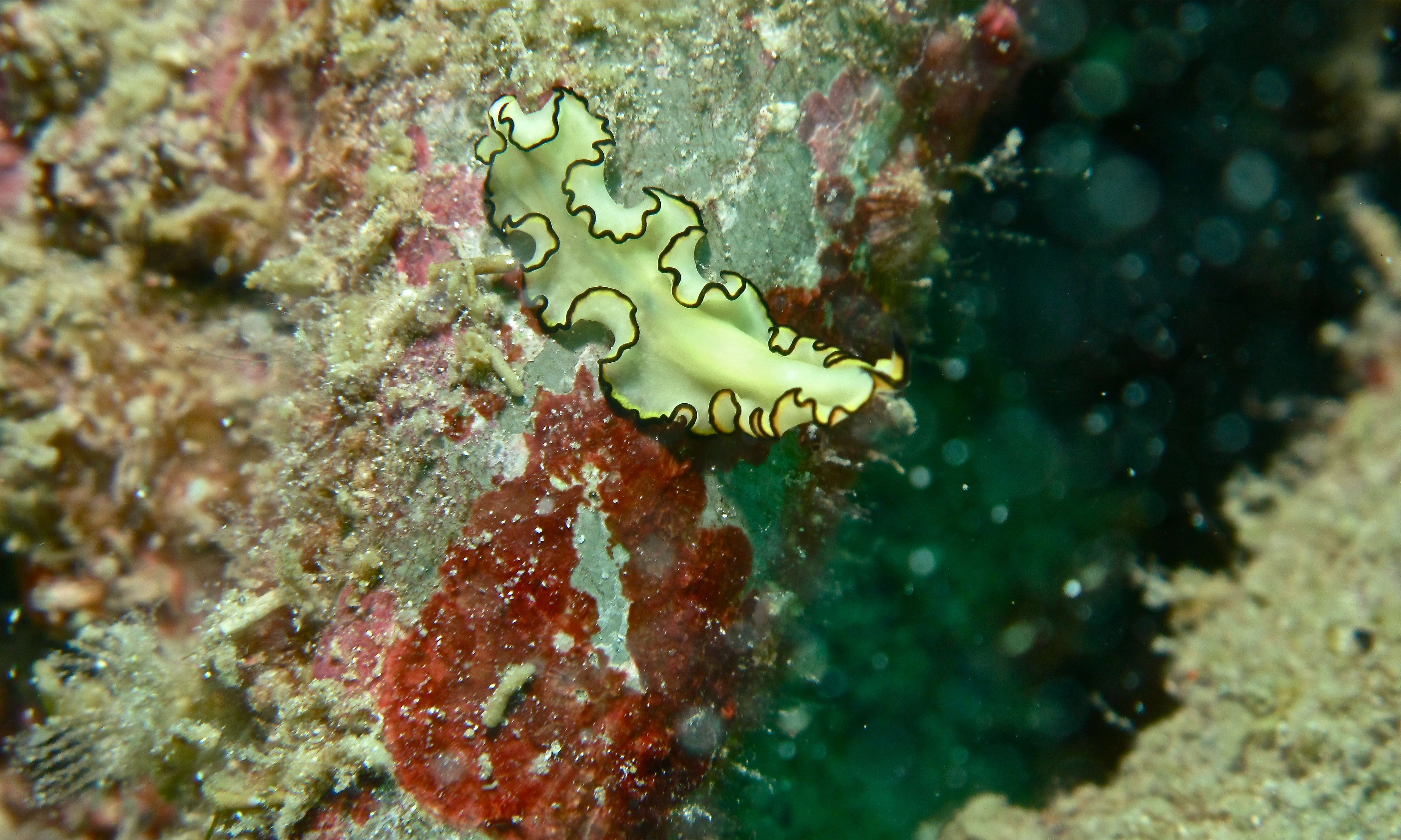
Pseudobiceros non identifié

Synonymes
- l'espèce Pseudobiceros cincereus (Palombi, 1931) est Pseudobiceros cinereus (Palombi, 1931)
- l'espèce Pseudobiceros evelinae (Marcus, 1950) est Pseudobiceros splendidus (Lang, 1884)
- l'espèce Pseudobiceros ferrugineus (Hyman, 1959) est reclassée en Pseudoceros ferrugineus Hyman, 1959 (famille des Pseudocerotidae)
- l'espèce Pseudobiceros flavomarginatus (Laidlaw, 1902) est reclassée en Pseudoceros flavomarginatus Laidlaw, 1902  (famille des Pseudocerotidae)
- l'espèce Pseudobiceros gardineri (Laidlaw, 1902) est Pseudobiceros gardinieri (Laidlaw, 1902)
- l'espèce Pseudobiceros hymanae Newman & Cannon, 1997 est Pseudobiceros splendidus (Lang, 1884)
- l'espèce Pseudobiceros micronesianus (Hyman, 1955) est Pseudobiceros bedfordi (Laidlaw, 1903)
- l'espèce Pseudobiceros periculosus Newman & Cannon, 1994 est Pseudobiceros splendidus (Lang, 1884)
- l'espèce Pseudobiceros strigosus (Marcus, 1950) est Pseudobiceros gratus (Kato, 1937)